# Джулія Тротмен
Джулія Тротмен (англ. Julia Trotman, 25 березня 1968) — американська яхтсменка.
Бронзова призерка Олімпійських Ігор 1992 року в класі Європа.